# Liste der Schüttkästen in Niederösterreich
Diese Liste nennt die Schüttkästen in Niederösterreich. Besonders im nördlichen Niederösterreich gibt es zahlreiche mächtige Schüttkästen, oft neben (ehemaligen) Schlössern und Klöstern. Viele dieser herrschaftlichen Schüttkästen wurden im Barock, im 17. und 18. Jahrhundert, errichtet. Die Liste beinhaltet auch kleinere Schüttkästen, wie solche von Pfarrhöfen und Gutshöfen. Von den in Teilen des südlichen Niederösterreichs existierenden kleinen gemauerten bäuerlichen Getreidekästen wurden nur jene in diese Liste aufgenommen, die unter Denkmalschutz stehen.

## Erklärung zur Liste
- Name: Name der Anlage.
- Bezirk, Gemeinde, Adresse, Lage: Zeigt an, in welchem Bezirk/in welcher Gemeinde das Gebäude steht, die Adresse, sowie die Geokoordinaten.
- Beschreibung, Geschichte: Das Gebäude wird beschrieben. Geschichtlicher Abriss, heutige Nutzung.
- Bild: Zeigt ein Bild des Gebäudes an.
- Denkmalschutz: Falls das Gebäude unter Denkmalschutz steht, führt ein Link zum Eintrag in der Denkmalliste.

Die Liste ist nach Bezirken sortiert, innerhalb der Bezirke nach Gemeinden, innerhalb der Gemeinden nach Ortschaften. Alternativ kann sie nach dem Alter des Gebäudes (Spalte Beschreibung, Geschichte) sortiert werden.

## Liste
| Name                                                                     | Bezirk, Gemeinde, Lage | Beschreibung, Geschichte | Bild | Denkmalschutz                                |
| ------------------------------------------------------------------------ | --- | --- | ---- | -------------------------------------------- |
| Kröllendorf, Schüttkasten des Schlosses                                  | Amstetten Allhartsberg bei Kröllendorf 2 48° 2′ 42″ N, 14° 47′ 52″ O                                                           | bezeichnet 1769, dreigeschoßig, flaches Walmdach, zweischiffig, über Pfeilern. |      | 113426                                       |
| Ardagger, Schüttkasten des Stifts                                        | Amstetten Ardagger Ardagger Stift 10 48° 9′ 39″ N, 14° 50′ 43″ O                                                               | dreigeschoßig. Sandsteinwappen (Propst Leopold Graf Starhemberg) |      | 31005                                        |
| Opponitz, Schüttkasten (Körnerkasten)                                    | Amstetten Opponitz bei Strubb 3 47° 52′ 12″ N, 14° 49′ 44″ O                                                                   | |      | 50681                                        |
| Seisenegg, Schüttkasten des Schlosses                                    | Amstetten Viehdorf bei Seisenegg 4 48° 8′ 9″ N, 14° 55′ 21″ O                                                                  | im Kern aus dem 17. Jahrhundert, klassizistische Fassade. |      | 31502                                        |
| Rohrbach, Schüttkasten des Schlosses                                     | Amstetten Weistrach Rohrbach 1 48° 4′ 4″ N, 14° 34′ 4″ O                                                                       | 1738 errichtet. Schopfwalmdach mit 2 Gaupengeschoßen, Steingewändefenster, nordseitig Pfeilerarkaden. |      | 111339                                       |
| Unterwaltersdorf, Schüttkasten des Schlosses                             | Baden Ebreichsdorf Ebreichsdorf, bei Mitterndorfer Straße 1 47° 57′ 45″ N, 16° 25′ 58″ O                                       | 1563 errichtet. Mächtiger zweigeschoßiger Bau, Satteldach. 2008 abgerissen; Fragmente erhalten. |      | 66570                                        |
| Heiligenkreuz, Schüttkasten des Stifts                                   | Baden Heiligenkreuz Heiligenkreuz 20 48° 3′ 18″ N, 16° 7′ 44″ O                                                                | rechts ursprünglich mittelalterlicher Wohnbau, 1529 aufgestockt um Wehrgeschoß mit Schießscharten. 2. Hälfte 16. Jahrhundert links langgestreckter Anbau als Speicher. Umbau 19. Jahrhundert.                                                                         |      | 64350                                        |
| Oberwaltersdorf, Schüttkasten des Schlosses                              | Baden Oberwaltersdorf am Ende des Granariumweges, im Schlossbereich 47° 58′ 35″ N, 16° 19′ 5″ O                                | |      | 34710                                        |
| Margarethen am Moos, Schüttkasten (des Pfarrhofs?)                       | Bruck an der Leitha Enzersdorf an der Fischa Margarethen am Moos, Wiener Straße 28 48° 2′ 58″ N, 16° 36′ 20″ O                 | mittelalterlicher Schüttkasten, später zu Wohnbau umgewandelt, zweigeschoßig, Satteldach, Steingewändefenster, Wappen an der Nordseite. |      | nein                                         |
| Mannersdorf, Schüttkasten des Schlosses                                  | Bruck an der Leitha Mannersdorf am Leithagebirge Mannersdorf am Leithagebirge, Jägerzeile 9 47° 58′ 24″ N, 16° 36′ 20″ O       | urkundlich 1576 erwähnt; in der 2. Hälfte des 17. Jahrhunderts in die heutige Form gebracht, zweigeschoßig, kreuzgratgewölbte Pfeilerhallen in Keller- und Erdgeschoß, Balkendecke im Obergeschoß. Seit 1979 als Museum genutzt. 2008 abgerissen; Fragmente erhalten. |      | 15131                                        |
| Petronell-Carnuntum, Schüttkasten des Schlosses                          | Bruck an der Leitha Petronell-Carnuntum Petronell, Gutshof 11 48° 6′ 52″ N, 16° 51′ 33″ O                                      | 1774 errichtet unter Verwendung römischer Steine, viergeschoßig, hohes Walmdach, profilierte Steinfenster, an der Ostseite turmartiger Risalit mit Giebelbekrönung.                                                                                                   |      | 15298                                        |
| Regelsbrunn, Schüttkasten der Jesuiten                                   | Bruck an der Leitha Scharndorf Regelsbrunn, bei Am Kirchberg 1 48° 6′ 29″ N, 16° 46′ 49″ O                                     | ursprünglich Getreidespeicher. Ende des 17. Jahrhunderts zu Kirche umgebaut. |      | 15442                                        |
| Regelsbrunn, Schüttkasten des Wirtschaftshofs                            | Bruck an der Leitha Scharndorf Regelsbrunn, bei Wiener Straße 13 48° 6′ 29″ N, 16° 46′ 36″ O                                   | Schüttkasten im Kern aus dem 17. Jahrhundert. |      | nein                                         |
| Rannersdorf, Schüttkasten des Wallhofs                                   | Bruck an der Leitha Schwechat Rannersdorf, Brauhausstraße 51–53 48° 7′ 41″ N, 16° 27′ 54″ O                                    | 1662 errichtet. Nordteil des Gebäudes dreigeschoßiger Schüttkasten, kreuzgratgewölbt. |      | 8705                                         |
| Ebenthal, Schüttkasten des Schlosses                                     | Gänserndorf Ebenthal Ebenthal, Stillfrieder Straße 4 48° 26′ 15″ N, 16° 47′ 33″ O                                              | errichtet wohl im 17. Jahrhundert; schlichte Putzgliederung von Mitte des 18. Jahrhunderts; dominierender zweigeschoßiger Bau. stichkappengewölbtes Erdgeschoß zeitweise als Presshaus genutzt.                                                                       |      | 10789                                        |
| Groß-Schweinbarth, Schüttkasten des Meierhofs des Schlosses              | Gänserndorf Groß-Schweinbarth Groß-Schweinbarth, Am Hofkeller 7 48° 24′ 46″ N, 16° 38′ 1″ O                                    | barock, errichtet 2. Hälfte des 18. Jahrhunderts, dreigeschoßig. Drei Rundbogenportale, befahrbarer Weinkeller. |      | 10639                                        |
| Hauskirchen, Schüttkasten                                                | Gänserndorf Hauskirchen Hauskirchen, bei Ringgasse 10 48° 36′ 42″ N, 16° 45′ 17″ O                                             | aus dem 18. Jahrhundert, zweigeschoßig, Satteldach. |      | 10476                                        |
| Hauskirchen, Schüttkasten des Schlosses                                  | Gänserndorf Hauskirchen Hauskirchen, bei Schlossplatz 48 48° 36′ 44″ N, 16° 45′ 29″ O                                          | barock, zweigeschoßig. |      | nein                                         |
| Hohenau an der March, Schüttkasten                                       | Gänserndorf Hohenau an der March Hohenau an der March, Lagerhausgasse 2 48° 36′ 25″ N, 16° 54′ 38″ O                           | errichtet 1904 für Liechtensteins, 2020 abgerissen |      | nein                                         |
| Marchegg, Schüttkasten des Schlosses                                     | Gänserndorf Marchegg Marchegg, bei Am Meierhof 1 48° 16′ 52″ N, 16° 54′ 21″ O                                                  | aus dem frühen 18. Jahrhundert. Er wurde für die Niederösterreichische Landesausstellung 2022 renoviert. |      | 111342                                       |
| Obersiebenbrunn, Schüttkasten des Schlosses                              | Gänserndorf Obersiebenbrunn Obersiebenbrunn, bei Hauptstraße 6 48° 16′ 0″ N, 16° 42′ 40″ O                                     | im 18. Jahrhundert errichtet. |      | 10811                                        |
| Ringelsdorf, Schüttkasten (ehemals liechtensteinisch)                    | Gänserndorf Ringelsdorf-Niederabsdorf bei Ringelsdorf 188? 48° 33′ 38″ N, 16° 52′ 4″ O                                         | aus der 2. Hälfte des 18. Jahrhunderts, eingeschoßig, steiles Schopfwalmdach. |      | nein                                         |
| Schönkirchen, Schüttkasten des Schlosses                                 | Gänserndorf Schönkirchen-Reyersdorf Schönkirchen, Gänserndorfer Straße 1 48° 21′ 53″ N, 16° 41′ 56″ O                          | aus der 1. Hälfte des 18. Jahrhunderts, zweigeschoßig, hohes Schopfwalmdach. |      | 10285                                        |
| Niedersulz, Schüttkasten                                                 | Gänserndorf Sulz im Weinviertel bei Niedersulz 23 48° 29′ 9″ N, 16° 40′ 48″ O                                                  | Schüttkasten aus dem 17. Jahrhundert, später zu Presshaus umgebaut. |      | 11074                                        |
| Weikendorf, Schüttkasten des Meierhofs                                   | Gänserndorf Weikendorf Weikendorf, Franz-Mair-Weg 1 48° 20′ 35″ N, 16° 45′ 46″ O                                               | Steinportal bezeichnet 1698, dreigeschoßig, mächtiges Satteldach, Kreuzgratgewölbe im Erdgeschoß. |      | 11050                                        |
| Eichhorn, Schüttkasten des Meierhofs                                     | Gänserndorf Zistersdorf bei Eichhorn 1 48° 33′ 1″ N, 16° 49′ 49″ O                                                             | Schüttkasten beim Meierhof. |      | nein                                         |
| Engelstein, Schüttkasten des Schlosses                                   | Gmünd Großschönau bei Engelstein 4 48° 38′ 23″ N, 14° 56′ 42″ O                                                                | barock. gut 60 Meter lang. Seit Jahrzehnten Ruine. |      | nein                                         |
| Kirchberg am Walde, Schüttkasten des Schlosses                           | Gmünd Kirchberg am Walde südöstlich von Kirchberg am Walde 1 48° 43′ 19″ N, 15° 5′ 21″ O                                       | barock, dreigeschoßig. |      | nein                                         |
| Weißenalbern, Schüttkasten (Kuenringerturm, Feste Rauhenstein)           | Gmünd Kirchberg am Walde Weißenalbern 46 und 47 48° 42′ 43″ N, 15° 3′ 57″ O                                                    | im 13. Jahrhundert als Kuenringer-Wachtturm errichtet; Granit-Bruchstein-Bau. 1743 zu Schüttkasten umgebaut, danach für Wohnzwecke genutzt. |      | 29539                                        |
| Mittergrabern, Schüttkasten (Fruchtscheune)                              | Hollabrunn Grabern Mittergrabern 109 48° 37′ 9″ N, 16° 0′ 59″ O                                                                | 1828 errichtet, zweigeschoßig, geschweifte Giebel. Später zu Taverne umgebaut. |      | 15467                                        |
| Guntersdorf, Schüttkasten                                                | Hollabrunn Guntersdorf Kirchengasse 2 48° 39′ 5″ N, 16° 3′ 2″ O                                                                | |      | 208631                                       |
| Guntersdorf, Schüttkasten                                                | Hollabrunn Guntersdorf Schüttkastenweg 2 48° 38′ 50″ N, 16° 2′ 50″ O                                                           | aus dem 17. Jahrhundert, zweigeschoßig. Reste von Sgraffitomalerei. |      | 15623                                        |
| Riegersburg, Schüttkasten des Schlosses                                  | Hollabrunn Hardegg Riegersburg, östlich von Riegersburg 80 48° 51′ 7″ N, 15° 46′ 37″ O                                         | Ruine. |      | nein                                         |
| Haugsdorf, Schüttkasten                                                  | Hollabrunn Haugsdorf Haugsdorf, Laaer Straße 41a 48° 42′ 20″ N, 16° 4′ 51″ O                                                   | barock, Mitte 18. Jahrhundert oder bald danach errichtet, dreigeschoßig, geschwungene Giebel. Über straßenseitigem Portal Nische mit Figur. |      | 15977                                        |
| Haugsdorf Schüttkasten des Meierhofs                                     | Hollabrunn Haugsdorf Haugsdorf, Laaer Straße 10 48° 42′ 25″ N, 16° 4′ 40″ O                                                    | Straßenflügel des Gebäudekomplexes (später Rathaus) war Schüttkasten aus 17. Jahrhundert. Giebel mit Zweipassfenstern und Kugelaufsätzen. |      | 15978                                        |
| Jetzelsdorf Schüttkasten                                                 | Hollabrunn Haugsdorf Jetzelsdorf 71 48° 42′ 23″ N, 16° 3′ 31″ O                                                                | im 18. Jahrhundert errichtet, zweigeschoßig, profilierte Steingewändefenster. Portal mit Kaiserbüste. |      | nein                                         |
| Wetzdorf, Schüttkasten des Schlosses                                     | Hollabrunn Heldenberg 48° 29′ 53″ N, 15° 57′ 2″ O                                                                              | 1840 bezeichnet, monumentaler Bau, zweischiffige platzlgewölbte Pfeilerhalle, Holzschüttböden. |      | nein                                         |
| Aspersdorf, Schüttkasten des Pfarrhofs                                   | Hollabrunn Aspersdorf, Platzl 1 48° 35′ 10″ N, 16° 5′ 46″ O                                                                    | dreigeschoßiger Schüttkasten im Nordtrakt des Pfarrhofs. Breitluken mit Eisenläden. |      | 25684                                        |
| Raschala, Schüttkasten                                                   | Hollabrunn Raschala, Jägerberg 17(?) 48° 32′ 41″ N, 16° 5′ 21″ O                                                               | markanter Schüttkasten südöstlich einer abgekommenen Burg. |      | nein                                         |
| Weyerburg, Schüttkasten des Schlosses                                    | Hollabrunn Weyerburg, bei Schlossberg 26 48° 34′ 37″ N, 16° 11′ 6″ O                                                           | aus dem 16. oder 17. Jahrhundert, mächtiger Bau, genutete steinerne Türgewände. |      | nein                                         |
| Limberg, Schüttkasten des Schlosses                                      | Hollabrunn Maissau Limberg, Bahnstraße 1 48° 35′ 43″ N, 15° 51′ 57″ O                                                          | barock, zweigeschoßig, Breitfenster. |      | 111128                                       |
| Mühlbach am Manhartsberg, Schüttkasten des Schlosses                     | Hollabrunn Hohenwarth-Mühlbach am Manhartsberg Mühlbach am Manhartsberg, bei Schlossstraße 1 48° 31′ 5″ N, 15° 47′ 27″ O       | barock, 17. Jahrhundert? zweigeschoßig. |      | 16236                                        |
| Peigarten, Schüttkasten                                                  | Hollabrunn Pernersdorf Peigarten 12 48° 42′ 14″ N, 16° 2′ 50″ O                                                                | barock, um 1700 errichtet. Giebel mit Pinienaufsätzen. |      | nein                                         |
| Pulkau, Schüttkasten des Pfarrhofs                                       | Hollabrunn Pulkau 48° 42′ 27″ N, 15° 51′ 37″ O                                                                                 | barock, errichtet Anfang des 18. Jahrhunderts, dreigeschoßig. |      | 23868                                        |
| Pulkau, Schüttkasten des Pöltinger Stiftshofs                            | Hollabrunn Pulkau Bahnstraße 4 48° 42′ 17″ N, 15° 51′ 36″ O                                                                    | errichtet im 17. Jahrhundert. Ende des 19. Jahrhunderts umgestaltet zu einem Amtsgebäude. |      | 23859                                        |
| Minichhofen, Schüttkasten des Zehenthofs von Stift Göttweig              | Hollabrunn Ravelsbach hinter Minichhofen 9 48° 33′ 34″ N, 15° 54′ 4″ O                                                         | bezeichnet 1830, zweigeschoßig, Segmentbogenportal. |      | nein                                         |
| Retz, Schüttkasten                                                       | Hollabrunn Retz Retz, Fladnitzer Straße 9 48° 45′ 38″ N, 15° 57′ 5″ O                                                          | Gebäude geht auf einen Schüttkasten des 17. Jahrhunderts zurück, umgebaut. |      | nein                                         |
| Retz, Schüttkasten des Pfarrhofs                                         | Hollabrunn Retz Retz, Pfarrgasse 9 48° 45′ 32″ N, 15° 57′ 16″ O                                                                | aus dem 17. Jahrhunderts, zweigeschoßig, zu Kino umgebaut. |      | 24748                                        |
| Retz, Schüttkasten des Schlosses Gatterburg                              | Hollabrunn Retz Retz, Schlossplatz 1 48° 45′ 21″ N, 15° 57′ 11″ O                                                              | 1711/12 Nordtrakt des Schlosses als Schüttkasten errichtet, hofseitiges Portal. |      | 14123                                        |
| Unternalb, Schüttkasten des Freihofs                                     | Hollabrunn Retz Unternalb, bei Kirchfeldstraße 75 48° 44′ 24″ N, 15° 57′ 10″ O                                                 | mit 1710 bezeichnet, zweigeschoßig. |      | nein                                         |
| Schrattenthal, Schüttkasten des Schlosses                                | Hollabrunn Schrattenthal Schrattenthal 2 48° 42′ 49″ N, 15° 54′ 26″ O                                                          | spätbarock, zweigeschoßig, wappenbekröntes Portal mit 1713 bezeichnet. |      | 16493                                        |
| Seefeld, Schüttkasten des Schlosses                                      | Hollabrunn Seefeld-Kadolz südöstlich von Seefeld 1 48° 43′ 8″ N, 16° 10′ 34″ O                                                 | im 17. Jahrhundert errichtet. Rankenkartusche bezeichnet 1764. |      | nein                                         |
| Seefeld, Schüttkasten                                                    | Hollabrunn Seefeld-Kadolz Seefeld, bei Nr. 147 48° 43′ 12″ N, 16° 10′ 27″ O                                                    | im 17. Jahrhundert errichtet. |      | nein                                         |
| Braunsdorf, Getreidespeicher des Schlosses                               | Hollabrunn Sitzendorf an der Schmida bei Braunsdorf 1 48° 37′ 59″ N, 15° 56′ 10″ O                                             | Speichertrakt aus dem 18. Jahrhundert. Tonnengewölbe, Stichkappen. |      | 113151                                       |
| Sitzendorf an der Schmida, Schüttkasten                                  | Hollabrunn Sitzendorf an der Schmida Sitzendorf, bei Lerchenfelder Straße 36 48° 36′ 6″ N, 15° 56′ 53″ O                       | am nördlichen Ortsrand, dreigeschoßig, Satteldach, Wappenkartusche bezeichnet 1789. Platzlgewölbe im Erdgeschoß. |      | 16569                                        |
| Immendorf, Schüttkasten                                                  | Hollabrunn Wullersdorf 48° 38′ 53″ N, 16° 7′ 36″ O                                                                             | |      | nein                                         |
| Roggendorf, Schüttkasten des Pfarrhofs                                   | Hollabrunn Wullersdorf bei Maria Roggendorf 26 48° 37′ 7″ N, 16° 8′ 9″ O                                                       | barocker Schüttkasten, später zu Kapelle umgebaut. |      | 16612                                        |
| Wullersdorf, Schüttkasten des Pfarrhofs                                  | Hollabrunn Wullersdorf Wullersdorf, bei Melker Gasse 8 48° 37′ 32″ N, 16° 6′ 10″ O                                             | 1. Hälfte des 18. Jahrhunderts errichtet, abgetreppter Volutengiebel, kreuzgratgewölbtes Erdgeschoß. |      | 6193                                         |
| Wullersdorf, Schüttkasten des Pfarrhofs                                  | Hollabrunn Wullersdorf Wullersdorf, bei Melker Gasse 1 48° 37′ 34″ N, 16° 6′ 8″ O                                              | 1716 erbaut. 1828 renoviert, dreigeschoßig, kreuzgratgewölbtes Erdgeschoß. |      | 6197                                         |
| Deinzendorf, Schüttkasten des Schlosses                                  | Hollabrunn Zellerndorf bei Deinzendorf 1 48° 41′ 42″ N, 15° 55′ 31″ O                                                          | im Kern aus dem 16. Jahrhundert. Reste von Sgraffitoeckquaderung. |      | ja                                           |
| Altenburg, Schüttkasten des Stifts                                       | Horn Altenburg Altenburg, Abt-Placidus-Much-Straße 1 48° 38′ 39″ N, 15° 35′ 41″ O                                              | von 1857. |      | 71265                                        |
| Burgschleinitz, Getreidespeicher des Pfarrhofs                           | Horn Burgschleinitz-Kühnring Burgschleinitz, Schulgasse 9 48° 36′ 22″ N, 15° 48′ 53″ O                                         | von Anfang des 17. Jahrhunderts, zweigeschoßig, Quadermalerei an der Südseite. |      | 33729                                        |
| Harmannsdorf, Schüttkasten des Schlosses                                 | Horn Burgschleinitz-Kühnring Harmannsdorf 6 48° 36′ 3″ N, 15° 44′ 40″ O                                                        | aus dem 17. Jahrhundert, dreigeschoßig, hohe Volutengiebel. Im 18. Jahrhundert zu barockem Schlosstheater umgestaltet; illusionistische Landschaftsmalereien (etwa von 1800) im Inneren.                                                                              |      | 34042                                        |
| Reinprechtspölla, Schüttkasten des Pfarrhofs                             | Horn Burgschleinitz-Kühnring bei Reinprechtspölla 36 48° 36′ 48″ N, 15° 45′ 27″ O                                              | errichtet in der ersten Hälfte des 18. Jahrhunderts, zweigeschoßig, Platzlgewölbe. |      | 32015                                        |
| Zogelsdorf, Schüttkasten des Schlosses                                   | Horn Burgschleinitz-Kühnring Zogelsdorf 21 48° 37′ 5″ N, 15° 48′ 47″ O                                                         | |      | 35360                                        |
| Drosendorf, Schüttkasten                                                 | Horn Drosendorf-Zissersdorf Drosendorf, Schulsiedlung 17 48° 51′ 43″ N, 15° 37′ 18″ O                                          | errichtet etwa 1725, dreigeschoßig, barock, pyramidenbekrönter geschwungener Giebel. |      | 11681                                        |
| Drosendorf, Stockkastl                                                   | Horn Drosendorf-Zissersdorf Drosendorf, Schlossplatz 3 48° 52′ 3″ N, 15° 37′ 15″ O                                             | hohes Gebäude, im Kern aus dem 12. Jahrhundert, halbrunder Schluss im Osten, vielleicht Apsis? Im 17. Jahrhundert als Schüttkasten verwendet, im 18. Jahrhundert Gefängnis.                                                                                           |      | 58766                                        |
| Eggenburg, Schüttkasten                                                  | Horn Eggenburg Eggenburg, Museumgasse 2 48° 38′ 19″ N, 15° 49′ 0″ O                                                            | um 1700 errichtet, zweigeschoßig, runde Giebelluken, Holzbalkendecken. |      | 46314                                        |
| Eggenburg, Speicher des Neuen Pfarrhofs                                  | Horn Eggenburg Eggenburg, bei Pfarrgasse 6 48° 38′ 38″ N, 15° 48′ 54″ O                                                        | zweigeschoßiger Speicher, kreuzgratgewölbte Räume, tonnengewölbter Keller. |      | 49638                                        |
| Eggenburg, Speicher des Alten Pfarrhofs                                  | Horn Eggenburg Eggenburg, bei Kirchenplatz 5 48° 38′ 37″ N, 15° 48′ 50″ O                                                      | westlicher Teil des Pfarrhofs ehemaliger Speicher; 16. Jahrhundert? |      | 33794                                        |
| Buchberg am Kamp, Schüttkasten des Schlosses                             | Horn Gars am Kamp bei Buchberg am Kamp 12 48° 34′ 35″ N, 15° 39′ 24″ O                                                         | um 1700 errichtet, ruinös. |      | nein                                         |
| Geras, Schüttkasten des Stifts                                           | Horn Geras Vorstadt 11 48° 48′ 3″ N, 15° 40′ 30″ O                                                                             | 1668–70 errichtet, dreigeschoßig, 17-achsige Front. Kranzgesims, eisenbeschlagene Tür am Südportal. Sandsteinmadonna. In den 1970ern zu Hotel umgebaut. |      | ja                                           |
| Goggitsch, ehemaliger Schüttkasten                                       | Horn Geras Goggitsch 53 48° 46′ 34″ N, 15° 40′ 35″ O                                                                           | im Kern aus dem 16. Jahrhundert. Teil eines Schlosses, das im 18. Jahrhundert zu fünf Bauernhöfen umgestaltet wurde. Völlig umgebaut. |      | nein                                         |
| Unterthumeritz, Schüttkasten des Meierhofs                               | Horn Japons bei Unterthumeritz 4 48° 48′ 9″ N, 15° 36′ 25″ O                                                                   | aus dem 17. Jahrhundert. |      | nein                                         |
| Langau, Schüttkasten des Pfarrhofs                                       | Horn Langau Langau 270 48° 49′ 51″ N, 15° 42′ 53″ O                                                                            | Schüttkasten Mitte des 20. Jahrhunderts zu Schule umgebaut. |      | nein                                         |
| Kattau, Schüttkasten der Danielmühle                                     | Horn Meiseldorf bei Kattau 59 48° 40′ 19″ N, 15° 48′ 16″ O                                                                     | mit 1810 bezeichnet. |      | 34157                                        |
| Kattau, Schüttkasten des Schlosses                                       | Horn Meiseldorf bei Kattau 1 48° 40′ 45″ N, 15° 48′ 25″ O                                                                      | im 17. Jahrhundert errichtet. |      | nein                                         |
| Mold, Schüttkasten des ehemaligen Schlosses                              | Horn Rosenburg-Mold bei Mold 121 48° 38′ 49″ N, 15° 42′ 11″ O                                                                  | im 17. Jahrhundert errichtet, zweigeschoßig, steiles Satteldach, Steingewändefenster. Wandbemalungen im Inneren. |      | nein                                         |
| St. Bernhard, Schüttkasten des Stifts                                    | Horn Sankt Bernhard-Frauenhofen bei St. Bernhard 2 48° 41′ 7″ N, 15° 35′ 39″ O                                                 | westlich des ehemaligen Stifts. |      | ? (vielleicht bei 50617 mit eingeschlossen?) |
| Strögen, Schüttkasten des Pfarrhofs                                      | Horn Sankt Bernhard-Frauenhofen Strögen 1 48° 40′ 5″ N, 15° 36′ 25″ O                                                          | im 17. Jahrhundert errichtet; südlich an den Pfarrhof angebaut, zweigeschoßig. |      | 64766                                        |
| Missingdorf, Schüttkasten                                                | Horn Sigmundsherberg Missingdorf 1 48° 41′ 47″ N, 15° 48′ 16″ O                                                                | aus dem 17. oder 18. Jahrhundert, zweigeschoßig plus zwei Dachbodengeschoße, ovale Fenster im Obergeschoß. |      | 34527                                        |
| Weitersfeld, Schüttkasten des ehemaligen Meierhofs                       | Horn Weitersfeld Weitersfeld 251 DMS?                                                                                          | dreigeschoßig, Satteldach, steinernes Wappen, das in der ersten Hälfte des 20. Jahrhunderts vom ehemaligen Meierhof hierher verbracht wurde. |      | nein                                         |
| Untermixnitz, Schüttkasten des Schlosses                                 | Horn Weitersfeld 48° 45′ 18″ N, 15° 50′ 29″ O                                                                                  | Schüttkasten aus dem 16./17. Jahrhundert im Nordtrakt des Schlosses, viergeschoßig, Gewölbe im Erdgeschoß. |      | 61991                                        |
| Untermixnitz, Schüttkasten                                               | Horn Weitersfeld 48° 45′ 20″ N, 15° 50′ 25″ O                                                                                  | giebelständiger Schüttkasten. |      | nein                                         |
| Bisamberg, Schüttkasten des Schlosses                                    | Korneuburg Bisamberg Bisamberg, Schlossgasse 1 48° 19′ 52″ N, 16° 21′ 44″ O                                                    | im 17. Jahrhundert errichtet, zweigeschoßig, langgestreckt, hofseitig Giebelgruppe Heilige Familie, gassenseitig ehemaliges Giebelportal. |      | 68789                                        |
| Klein-Engersdorf, Schüttkasten des Pfarrhofs                             | Korneuburg Bisamberg bei Klein-Engersdorfer Hauptstraße 74 48° 20′ 19″ N, 16° 22′ 54″ O                                        | aus dem 17. Jahrhundert. Fenster mit profilierter Steinrahmung. |      | ? vielleicht bei 17285 mit eingeschlossen?   |
| Enzersfeld im Weinviertel Schüttkasten des Traunschen Hofs               | Korneuburg Enzersfeld im Weinviertel Mühlengasse 37 48° 21′ 48″ N, 16° 25′ 36″ O                                               | Torbogen neben dem Schüttkasten mit 1651 bezeichnet, aus Natursteinen gemauert. 2010 renoviert. |      | nein                                         |
| Ernstbrunn, Schüttkasten des Schlosses                                   | Korneuburg Ernstbrunn südlich von Dörfles 46 48° 32′ 16″ N, 16° 20′ 40″ O                                                      | errichtet im 18. Jahrhundert, dreigeschoßig, barockes Portal, schlossähnlicher Gesamteindruck. |      | nein                                         |
| Klement, Schüttkasten des Schlosses                                      | Korneuburg Ernstbrunn Klement 1a 48° 34′ 4″ N, 16° 21′ 40″ O                                                                   | barock, errichtet im 17. Jahrhundert. 1988 bis 1999 renoviert durch Gemeinde. 400 m², dreigeschoßig, 32 gedrechselte Eichensäulen. Abgesetzter geschwungener Giebel mit Kugelaufsätzen. Als Kulturzentrum genutzt.                                                    |      | 22706                                        |
| Oberleis, Schüttkasten des Pfarrhofs                                     | Korneuburg Ernstbrunn Oberleis 1 48° 33′ 32″ N, 16° 22′ 10″ O                                                                  | spätgotischer Speicher, später verändert. |      | 22710                                        |
| Wolfpassing, Schüttkasten des Haghofs                                    | Korneuburg Hausleiten Seitzersdorf-Wolfpassing, bei Alleestraße 37 48° 24′ 28″ N, 16° 5′ 32″ O                                 | errichtet um 1580 als protestantische Kapelle. Langhaus im 17. Jahrhundert zu Schüttkasten umgestaltet, zweigeschoßig, kreuzgratgewölbt. |      | nein                                         |
| Korneuburg, Schüttkasten des Pfarrhofs                                   | Korneuburg Korneuburg, Kirchenplatz 1 48° 20′ 45″ N, 16° 20′ 11″ O                                                             | barocker Speicher; um 1840 erneuert. Als Pfarrheim genutzt. |      | 21204                                        |
| Tuttenhof, Schüttkasten des Hofs                                         | Korneuburg Langenzersdorf Tuttendörfl 1 48° 19′ 20″ N, 16° 20′ 27″ O                                                           | Anlage aus dem 17. Jahrhundert; Schüttkasten später umgebaut. |      | 22447                                        |
| Obermallebarn, Schüttkasten                                              | Korneuburg Sierndorf Obermallebarn 31 48° 27′ 43″ N, 16° 9′ 14″ O                                                              | barock, zweigeschoßig. |      | 5147                                         |
| Stetteldorf am Wagram, Schüttkasten des Schlosses                        | Korneuburg Stetteldorf am Wagram Stetteldorf am Wagram, bei Schlossstraße 4 48° 24′ 26″ N, 16° 1′ 25″ O                        | aus dem frühen 18. Jahrhundert. Zwei giebelständige Trakte mit gemeinsamem doppeltem Volutengiebel. |      | nein                                         |
| Krems, Schüttkasten der Kaserne                                          | Krems Krems an der Donau Krems an der Donau, bei Kasernstraße 14 48° 24′ 35″ N, 15° 35′ 32″ O                                  | Belüftungsfenster im Dach; als Turnsaal genutzt. |      | 16981                                        |
| Gneixendorf, Schüttkasten des Schlosses Wasserhof                        | Krems Krems an der Donau Gneixendorf, bei Wasserhofstraße 5 48° 26′ 31″ N, 15° 37′ 25″ O                                       | um 1700 errichtet. Wuchtige Volutengiebel, Pfeilerhalle mit Kreuzgratgewölben, Risalit. |      | 111193                                       |
| Albrechtsberg, Schüttkasten der Burg                                     | Krems-Land Albrechtsberg an der Großen Krems Albrechtsberg an der Großen Krems 1b 48° 27′ 47″ N, 15° 22′ 9″ O                  | Schüttkasten aus dem 18. Jahrhundert; älterer Kern? Schopfwalmdach. |      | nein                                         |
| Els, Schüttkasten des Jagdschlosses                                      | Krems-Land Albrechtsberg an der Großen Krems hinter Els 1 48° 26′ 41″ N, 15° 22′ 31″ O                                         | im Kern aus der 1. Hälfte des 16. Jahrhunderts, dreigeschoßig, Walmdach, mit 1555 bezeichnetes Renaissanceportal wurde um 1900 von Schloss Himberg hierher versetzt.                                                                                                  |      | 41012                                        |
| Droß, Schüttkasten des Schäferhofs, gehörte zum Schloss                  | Krems-Land Droß Droß 45 48° 28′ 10″ N, 15° 34′ 22″ O                                                                           | 17. Jahrhundert, zweigeschoßig, Reste von Sgraffitogliederung, Kreuzgratgewölbe. War 30 Jahre lang ohne Dach; doch 2005 renoviert. |      | 57993                                        |
| Dürnstein, Schüttkasten in ehemaliger Klarissenklosterkirche             | Krems-Land Dürnstein bei Dürnstein 70 48° 23′ 40″ N, 15° 31′ 12″ O                                                             | ehemalige Klosterkirche (um 1300 errichtet); Ende des 16. Jahrhunderts zu einem Schüttkasten umgebaut. |      | 49614                                        |
| Diendorf am Kamp, Getreidespeicher des Meierhofs von Schloss Walkersdorf | Krems-Land Grafenegg Diendorf am Kamp, Kirchenweg 6 48° 26′ 46″ N, 15° 43′ 33″ O                                               | im Kern aus dem 17. Jahrhundert (?), unterkehlte Fenstersohlbänke. |      | nein                                         |
| Grafenegg, Schüttkasten des Schlosses                                    | Krems-Land Grafenegg bei Grafenegg 13 48° 25′ 52″ N, 15° 44′ 36″ O                                                             | 17. Jahrhundert, dreigeschoßig. |      | nein                                         |
| Hadersdorf am Kamp Schüttkasten                                          | Krems-Land Hadersdorf-Kammern Hadersdorf am Kamp, bei Hauptplatz 15 48° 27′ 34″ N, 15° 43′ 15″ O                               | im Hof kleiner Schüttkasten des 18. Jahrhunderts. |      | nein                                         |
| Brunn am Walde, Schüttkasten                                             | Krems-Land Lichtenau im Waldviertel 48° 29′ 45″ N, 15° 24′ 28″ O                                                               | Bau des 18. Jahrhunderts, dreigeschoßig, nordseitiger Portalvorbau, schindelgedecktes Schopfwalmdach 1986 eingestürzt. ruinös. |      | nein                                         |
| Mautern an der Donau, Schüttkasten des Schlosses                         | Krems-Land Mautern an der Donau Mautern an der Donau, Schlossgasse 12 48° 23′ 40″ N, 15° 34′ 30″ O                             | im 18. Jahrhundert errichtet. Als Museum genutzt. |      | 50214                                        |
| Niedergrünbach, Schüttkasten des Meierhofs                               | Krems-Land Rastenfeld Niedergrünbach 61 48° 32′ 9″ N, 15° 21′ 8″ O                                                             | um 1800 errichtet; dreigeschoßiger langgestreckter Schüttkasten mit Satteldach. |      | nein                                         |
| Ottenstein, Schüttkasten des Schlosses                                   | Krems-Land Rastenfeld Ottenstein 3 48° 35′ 55″ N, 15° 20′ 17″ O                                                                | aus dem 3. Viertel des 18. Jahrhunderts. Mächtiger Bau mit geschweiften Giebeln. |      | 111206                                       |
| Leiben, Schüttkasten des Schlosses                                       | Melk Leiben Leiben, Schlossstraße 4 48° 14′ 36″ N, 15° 17′ 2″ O                                                                | Südtrakt des Schlosses, an der Außenseite des bis Anfang des 16. Jahrhunderts bestehenden Berings: wehrhafter Speicher, mit Kreuzschlüsselscharten. |      | 34384                                        |
| Strannersdorf, Schüttkasten des Schlosses                                | Melk Mank bei Strannersdorf 1 48° 6′ 28″ N, 15° 19′ 51″ O                                                                      | aus dem 17. oder 18. Jahrhundert, zweigeschoßig, originale Trockenböden. |      | ja                                           |
| Kemmelbach, Schüttkasten des Schlosses                                   | Melk Neumarkt an der Ybbs Kemmelbach, Hauptstraße 36a 48° 9′ 15″ N, 15° 5′ 37″ O                                               | errichtet erste Hälfte 19. Jahrhundert, zweigeschoßig, seit 1997 Gemeindebesitz. |      | 41525                                        |
| Persenbeug, Schüttkasten des Schlosses                                   | Melk Persenbeug-Gottsdorf Persenbeug, Klosterweg 1 48° 11′ 26″ N, 15° 4′ 34″ O                                                 | im 3. Viertel des 17. Jahrhunderts errichtet, im Ostteil noch Fenstergitter aus der Zeit. 1862 An- und Umbau als Schule. Dreigeschoßig, Schopfwalmdach. |      | 111264                                       |
| Petzenkirchen, Speicherbau des Schlosses                                 | Melk Petzenkirchen Petzenkirchen, bei Pollnbergstraße 1 48° 8′ 51″ N, 15° 9′ 15″ O                                             | barocker Speicher; mit Schlüssellochscharten |      | ? (vielleicht bei 50387 mit einbezogen?)     |
| Pöchlarn, Schüttkasten des Schlosses                                     | Melk Pöchlarn Pöchlarn, Nibelungenstraße 4 48° 12′ 42″ N, 15° 12′ 44″ O                                                        | um 1576 errichtet. Umbau im 2. Viertel des 19. Jahrhunderts, zweigeschoßig, Treppengiebel, Schlitzöffnungen. |      | 44847                                        |
| Schallaburg, Schüttkasten des Schlosses                                  | Melk Schollach | Altbau im 16./17. Jh. zum Speicher umfunktioniert |      |                                              |
| Aggsbach, Schüttkasten der Kartause                                      | Melk Schönbühel-Aggsbach bei Aggsbach-Dorf 1 48° 17′ 36″ N, 15° 25′ 26″ O                                                      | bezeichnet 1601 (anlässlich Renovierung; erbaut um 1500). Hoher Bau mit steilem Schopfwalmdach. |      | 94334                                        |
| Aggsbach, Schüttkasten der Kartause                                      | Melk Schönbühel-Aggsbach bei Aggsbach-Dorf 1 48° 17′ 36″ N, 15° 25′ 26″ O                                                      | ursprünglich spätmittelalterlicher Wirtschaftsbau; um 1600 zu Speicher mit Zinnenkranz ausgebaut, viergeschoßig, hoher, schmaler Bau mit Schlüssellochscharten, heutiges Walmdach im frühen 18. Jahrhundert aufgesetzt.                                               |      | 94334                                        |
| Passauer Hof, Schüttkasten                                               | Melk Ybbs an der Donau Ybbs an der Donau, Hauptplatz 8 48° 10′ 39″ N, 15° 5′ 8″ O                                              | um 1230 als Palas der Ybbsburg errichtet, später jahrhundertelang als Speicher verwendet. |      | 35331                                        |
| Asparn an der Zaya, Schüttkasten                                         | Mistelbach Asparn an der Zaya 48° 35′ 12″ N, 16° 29′ 32″ O                                                                     | barock, um 1700 errichtet, zweigeschoßig, geschwungener Giebel mit Pinienzapfenkrönung. |      | nein                                         |
| Bockfließ, Schüttkasten des Schlosses                                    | Mistelbach Bockfließ Schlossplatz 5 48° 21′ 42″ N, 16° 36′ 10″ O                                                               | am südlichen Rundbogenportal mit 1670 bezeichnet. Satteldach. Innen zwei barocke Weinpressen. |      | 111126                                       |
| Fünfkirchen, Schüttkasten des Schlosses                                  | Mistelbach Drasenhofen Fünfkirchen, Schloss 2 48° 44′ 49″ N, 16° 38′ 46″ O                                                     | im 16. Jahrhundert errichtet, jüngere Steingewändefenster, dreigeschoßig. Gewölbe aus Bauzeit im Erdgeschoß. |      | 13194                                        |
| Loosdorf, Schüttkasten des Schlosses                                     | Mistelbach Fallbach bei Loosdorf 69 48° 39′ 2″ N, 16° 27′ 5″ O                                                                 | barock. aus 17. Jahrhundert. |      | nein                                         |
| Gaubitsch, Schüttkasten des Pfarrhofs                                    | Mistelbach Gaubitsch bei Gaubitsch 1 48° 39′ 22″ N, 16° 22′ 48″ O                                                              | |      | 13279                                        |
| Gaweinstal, Schüttkasten                                                 | Mistelbach Gaweinstal Obere Berggasse 17 48° 28′ 45″ N, 16° 35′ 26″ O                                                          | um 1700 errichtet. Schopfwalmdach. Fassadengliederung des 19. Jahrhunderts. Tonnengewölbe mit Stichkasten im Erdgeschoß. |      | nein                                         |
| Pellendorf, Schüttkasten des Schlosses                                   | Mistelbach Gaweinstal Pellendorf, bei Am Schlossberg 1 48° 29′ 15″ N, 16° 33′ 18″ O                                            | aus dem 17. Jahrhundert, zweigeschoßig. |      | nein                                         |
| Niederkreuzstetten, Schüttkasten des Schlosses                           | Mistelbach Kreuzstetten Niederkreuzstetten, bei Schlossgasse 4 48° 28′ 50″ N, 16° 28′ 52″ O                                    | im 17. Jahrhundert errichtet. Mächtiger dreigeschoßiger Bau, breite niedrige Schleppgaupen, im Westen Anbau aus dem 18. Jahrhundert. |      | 5959                                         |
| Laa an der Thaya, Schüttkasten des Pfarrhofs                             | Mistelbach Laa an der Thaya 48° 43′ 20″ N, 16° 23′ 16″ O                                                                       | aus der 2. Hälfte des 18. Jahrhunderts. |      | vielleicht bei 25364 mit eingeschlossen?     |
| Herrnleis, Schüttkasten der Pfarre                                       | Mistelbach Ladendorf 48° 31′ 26″ N, 16° 26′ 40″ O                                                                              | |      | 30034                                        |
| Paasdorf, Schüttkasten des Schafflerhofs                                 | Mistelbach Paasdorf, bei Atzelsdorfer Straße 84 48° 32′ 13″ N, 16° 32′ 42″ O                                                   | |      | nein                                         |
| Erdberg, Speicher des Pfarrhofs                                          | Mistelbach Poysdorf Erdberg, bei Europastraße 21 48° 37′ 32″ N, 16° 38′ 48″ O                                                  | Speicher des Pfarrhofs. |      | 33834                                        |
| Poysbrunn, Schüttkasten des Meierhofs des Schlosses                      | Mistelbach Poysdorf Poysbrunn, bei Schlossstraße 31 48° 42′ 56″ N, 16° 37′ 23″ O                                               | im 16. Jahrhundert errichtet? |      | nein                                         |
| Poysdorf, Schüttkasten                                                   | Mistelbach Poysdorf Poysdorf, Singergasse 43 48° 40′ 11″ N, 16° 38′ 30″ O                                                      | um 1700 errichtet, zweigeschoßig, Schopfwalmdach, Steingewändefenster. |      | nein                                         |
| Walterskirchen, Schüttkasten des Schlosses                               | Mistelbach Poysdorf Walterskirchen, bei Schlossgasse 1 48° 39′ 23″ N, 16° 40′ 28″ O                                            | errichtet im 18. Jahrhundert, zweigeschoßig, hohes Satteldach, Portal bezeichnet 17... 2015 abgetragen. |      | abgekommen                                   |
| Staatz, Schüttkasten des Schlosses                                       | Mistelbach Staatz Staatz, Schlossplatz 5 48° 40′ 36″ N, 16° 29′ 29″ O                                                          | 1807 errichtet, dreigeschoßig, hohes Satteldach. |      | nein                                         |
| Stronsdorf, Schüttkasten des Schlosses                                   | Mistelbach Stronsdorf 48° 39′ 0″ N, 16° 17′ 52″ O                                                                              | mit Schopfwalmdach. |      | nein                                         |
| Ulrichskirchen, Schüttkasten des Schlosses                               | Mistelbach Ulrichskirchen-Schleinbach bei Schleinbacher Straße 7 48° 24′ 8″ N, 16° 29′ 31″ O                                   | barock, am Portal 1611 bezeichnet, zwei- und dreißgeschoßig. |      | nein                                         |
| Mitterhof, Schüttkasten des Guts                                         | Mistelbach Wildendürnbach Mitterhof 1 48° 46′ 14″ N, 16° 26′ 52″ O                                                             | Portal bezeichnet 1728, dreigeschoßig. Tür mit schmiedeeisernen Beschlägen. |      | 27144                                        |
| Wilfersdorf, Schüttkasten des Schlosses                                  | Mistelbach Wilfersdorf Wilfersdorf, bei Brünner Straße 8 48° 35′ 19″ N, 16° 38′ 50″ O                                          | 1725 am Portal, dreigeschoßig, Ortsteinquaderung. |      | nein                                         |
| Vösendorf, Schüttkasten des Schlosses                                    | Mödling Vösendorf Johannisweg 2 48° 7′ 20″ N, 16° 20′ 41″ O                                                                    | um 1806 errichtet, um die Jahrtausendwende restauriert; wird seither als Krippenmuseum genutzt. |      | Teil von 64829                               |
| Maria Jeutendorf, Schüttkasten („Marienhof“) des Schlosses               | Sankt Pölten-Land Böheimkirchen Maria Jeutendorf 24 48° 14′ 37″ N, 15° 44′ 30″ O                                               | frühneuzeitlich als Speicherbau errichtet. Um 1800 gotisierend für Wohnzwecke umgebaut. |      | 32125                                        |
| Kasten, Schüttkasten                                                     | Sankt Pölten-Land Kasten bei Böheimkirchen Kasten 17 48° 9′ 14″ N, 15° 46′ 51″ O                                               | Zehentkasten. 1872 zu Schule umgebaut und um ein Stockwerk erhöht. |      | 32641                                        |
| Mauerbach, Schüttkasten der Kartause                                     | Sankt Pölten-Land Mauerbach Mauerbach, Hauptplatz 3 48° 15′ 1″ N, 16° 9′ 59″ O                                                 | erbaut Mitte des 17. Jahrhunderts. |      | 8427                                         |
| Franzhausen, Schüttkasten des ehemaligen Guts(?)                         | Sankt Pölten-Land Nußdorf ob der Traisen Franzhausen 22 48° 20′ 53″ N, 15° 42′ 12″ O                                           | vermutlich zum ehemaligen Gut Franzhausen (1675 von F. J. Dietrichstein erworben) gehörender Schüttkasten. |      | nein                                         |
| Seisenhof, Schüttkasten                                                  | Scheibbs Göstling an der Ybbs bei Hochreit 12 47° 46′ 46″ N, 14° 57′ 9″ O                                                      | |      | 23391                                        |
| Unterbüchl                                                               | Scheibbs Gresten-Land bei Schadneramt 72 47° 58′ 52″ N, 15° 0′ 55″ O                                                           | |      | nein                                         |
| Grafenwörth, Schüttkasten des Pfarrhofs                                  | Tulln Grafenwörth Grafenwörth, bei Pfarrplatz 1 48° 24′ 35″ N, 15° 46′ 45″ O                                                   | errichtet Ende des 18. Jahrhunderts, eingeschoßig, verglaste Arkaden. Als Heimatmuseum genutzt. |      | 27293                                        |
| Großweikersdorf, Schüttkasten des Pfarrhofs                              | Tulln Großweikersdorf Großweikersdorf, bei Jubiläumsstraße 1 48° 28′ 22″ N, 15° 58′ 53″ O                                      | im 18. Jahrhundert (?) errichtet. Schlichter Bau. |      | ? (vielleicht bei 27185 mit eingeschlossen?) |
| Oberstockstall, Schüttkasten des Schlosses                               | Tulln Kirchberg am Wagram Oberstockstall, Ringstraße 1 48° 26′ 24″ N, 15° 54′ 28″ O                                            | als Schüttkasten bezeichnet, doch ursprünglich Wohnbau des 14. Jh., Mitte 16. Jh. umgebaut, dreigeschoßiger Bruchsteinbau. |      | 26957                                        |
| Klosterneuburg, Schüttkasten                                             | Tulln Klosterneuburg Klosterneuburg, Albrechtsbergergasse 1–3 48° 18′ 23″ N, 16° 19′ 27″ O                                     | errichtet 1669/70 als Speichergebäude, aber schon im 17. Jahrhundert auch Weinausschank. 1958/59 restauriert und im Nordosten ausgebaut, dreigeschoßig, steiles Satteldach, Rundbogenportal, bezeichnet 1670.                                                         |      | 12760                                        |
| Abstetten, Schüttkasten des Pfarrhofs                                    | Tulln Sieghartskirchen bei Abstetten 2 48° 15′ 54″ N, 15° 59′ 16″ O                                                            | im 18. Jahrhundert Wirtschaftstrakt des Pfarrhofs errichtet, zweigeschoßig, platzlgewölbtes Erdgeschoß, Balkendecke im Obergeschoß. |      | 26564                                        |
| Sitzenberg, ehemalige Teichschenke                                       | Tulln Sitzenberg-Reidling Schloßbergstraße 32 48° 19′ 15″ N, 15° 48′ 24″ O                                                     | Im 17. Jahrhundert als Traidkasten errichtet, zweigeschoßig, giebelständig unter geknicktem Schopfwalmdach, Fenster mit Steingewände, das Innere wurde beim Umbau zum Gasthaus verändert                                                                              |      | nein                                         |
| Zeiselmauer, Schüttkasten                                                | Tulln Zeiselmauer-Wolfpassing Zeiselmauer, bei Römergasse 12 48° 19′ 45″ N, 16° 10′ 42″ O                                      | römerzeitlicher Torbau. 1581 als passauischer Zehentkasten adaptiert, viergeschoßig. |      | 26564                                        |
| Schellingshof, Schüttkasten                                              | Waidhofen an der Thaya Dobersberg bei Riegers 41 48° 54′ 2″ N, 15° 18′ 54″ O                                                   | barock, bezeichnet 1707, schlicht, mit Breitfenstern. |      | nein                                         |
| Karlstein an der Thaya, Schüttkasten des Schlosses                       | Waidhofen an der Thaya Karlstein an der Thaya Karlstein an der Thaya, bei Schlossweg 2 48° 52′ 54″ N, 15° 24′ 6″ O             | Meierhof des 16. Jahrhunderts; der westlich vorspringende Trakt war ursprünglich ein Schüttkasten. |      | nein                                         |
| Drösiedl, Schüttkasten                                                   | Waidhofen an der Thaya Ludweis-Aigen bei Drösiedl 1 48° 47′ 15″ N, 15° 29′ 32″ O                                               | barock, aus der 1. Hälfte des 18. Jahrhunderts, dreigeschoßig, bandbeschlagene Eisentüren. |      | 4684                                         |
| Grossau, Schüttkasten des Schlosses                                      | Waidhofen an der Thaya Raabs an der Thaya Grossau, Hauptstraße 45?48° 52′ 58″ N, 15° 31′ 20″ O                                 | Mitte des 19. Jahrhunderts errichtet, zweigeschoßig, ortsteingerahmt, Breitfenster, Schopfwalmdach. |      | nein                                         |
| Kollmitz, Schüttkasten der Burg                                          | Waidhofen an der Thaya Raabs an der Thaya östlich von Kollmitzgraben 48° 49′ 19″ N, 15° 31′ 59″ O                              | ursprünglich gotischer Palas? 1708 urkundliche als Schüttkasten erwähnt. |      | 20968                                        |
| Oberndorf bei Raabs, Schüttkasten des Lindenhofs                         | Waidhofen an der Thaya Raabs an der Thaya Oberndorf bei Raabs 7 48° 50′ 51″ N, 15° 29′ 10″ O                                   | Pfarrhof aus dem 16./17. Jahrhundert. Südostteil Schüttkasten. 2009 renoviert, Veranstaltungssaal. |      | 25045                                        |
| Primmersdorf, Schüttkasten                                               | Waidhofen an der Thaya Raabs an der Thaya 48° 51′ 34″ N, 15° 34′ 39″ O                                                         | nordseitiges Portal mit 1706 bezeichnet, dreigeschoßig, dekorativ geschwungener Giebel. erbaut von Jakob Prandtauer? |      | 20983                                        |
| Raabs an der Thaya, Schüttkasten der Burg                                | Waidhofen an der Thaya Raabs an der Thaya bei Raabs an der Thaya, Schlossstraße 23 / Oberndorf 67 48° 50′ 48″ N, 15° 29′ 21″ O | Schüttkasten der Burg Raabs. Heute an dessen Stelle Wohnhäuser, eine Giebelzinnenmauer erhalten. |      | nein                                         |
| Wetzles, Schüttkasten                                                    | Waidhofen an der Thaya Raabs an der Thaya Wetzles 1 48° 55′ 35″ N, 15° 25′ 28″ O                                               | barock, im 18. Jahrhundert errichtet, dreigeschoßig, Volutengiebel mit Zapfenaufsätzen, Figurnische. |      | 21899                                        |
| Wilhelmshof, Schüttkasten des Gutshofs                                   | Waidhofen an der Thaya Raabs an der Thaya Wilhelmshof 1 48° 55′ 13″ N, 15° 29′ 48″ O                                           | barock. |      | nein                                         |
| Gilgenberg, Schüttkasten des Schlosses                                   | Waidhofen an der Thaya Waldkirchen an der Thaya Wetzles 1 48° 57′ 3″ N, 15° 21′ 17″ O                                          | Schloss Ende des 16. Jahrhunderts errichtet. Westflügel dient als Schüttkasten. |      | 25485                                        |
| Meires, Schüttkasten des Schlosses                                       | Waidhofen an der Thaya Windigsteig südöstlich von Meires 19 48° 46′ 36″ N, 15° 17′ 24″ O                                       | barock, 17. Jahrhundert (?). Giebelfassaden mit Ochsenaugen und Kugelaufsätzen, Wappen an der Westseite, kreuzgratgewölbte Pfeilerhalle. |      | nein                                         |
| Allentsteig, Schüttkasten des Meierhofs des Schlosses                    | Zwettl Allentsteig Allentsteig, Hamerlingstraße 5 48° 41′ 49″ N, 15° 19′ 37″ O                                                 | vermutlich im 17. Jahrhundert errichtet, dreigeschoßig, Satteldach. Als Museum (Aussiedler wegen Truppenübungsplatz) genutzt. |      | 41850                                        |
| Wurmbach, Schüttkasten des Schlosses                                     | Zwettl Allentsteig Wurmbach 48° 42′ 12″ N, 15° 21′ 51″ O                                                                       | auf dem Gebiet des Truppenübungsplatzes. Um 1960 noch Ruine, heute abgekommen. |      | abgekommen                                   |
| Kirchberg an der Wild, Schüttkasten des Schlosses                        | Zwettl Göpfritz an der Wild nordwestlich von Kirchberg an der Wild 1 48° 45′ 5″ N, 15° 24′ 11″ O                               | aus dem 16. Jahrhundert. |      | nein                                         |
| Neunzen, Schüttkasten des Schlosses                                      | Zwettl Göpfritz an der Wild Neunzen 48° 41′ 55″ N, 15° 22′ 49″ O                                                               | Mitte des 20. Jahrhunderts Ruine, heute abgekommen. |      | abgekommen                                   |
| Groß-Gerungs, ehemaliger Körnerkasten                                    | Zwettl Groß-Gerungs Groß-Gerungs, Hauptplatz 88 48° 34′ 27″ N, 14° 57′ 31″ O                                                   | errichtet als Körnerkasten. Mitte des 19. Jahrhunderts zu Gefängnis umgebaut. 1965 zu Gemeindeamt umgebaut. Heute Veranstaltungsgebäude. |      | 49791                                        |
| Kerbelhof, Schüttkasten                                                  | Zwettl Langschlag bei Kehrbach 1 48° 34′ 1″ N, 14° 54′ 32″ O                                                                   | am Giebel 1709 bezeichnet. Ruine. |      | nein                                         |
| Ottenschlag, Schüttkasten                                                | Zwettl Ottenschlag | 1583 erwähnt mit 300 Mut (370.000 l) Fassungsvermögen |      | abgekommen                                   |
| Altpölla, Getreidespeicher des Pfarrhofs                                 | Zwettl Pölla Altpölla 1 48° 37′ 27″ N, 15° 27′ 57″ O                                                                           | von Ende des 17. Jahrhunderts (?) |      | 49455                                        |
| Wiesenreith, Schüttkasten des Meierhofs des Schlosses                    | Zwettl Waldhausen bei Wiesenreith 12 48° 32′ 20″ N, 15° 17′ 18″ O                                                              | im 18. Jahrhundert errichtet, zweigeschoßig, Walmdach. |      | nein                                         |
| Edelhof, Schüttkasten des Gutshofs                                       | Zwettl Edelhof 1 48° 36′ 24″ N, 15° 13′ 22″ O                                                                                  | um 1690 errichtet. 1968 restauriert, dreigeschoßig, überkreuzte Putzbänder, Kreuzgratgewölbe im Erdgeschoß. |      | 61031                                        |
| Großglobnitz, Schüttkasten des Pfarrhofs                                 | Zwettl Zwettl-Niederösterreich bei Großglobnitz 1 48° 40′ 21″ N, 15° 10′ 19″ O                                                 | barock. |      | 63847                                        |
| Rottenbach, Schüttkasten                                                 | Zwettl Zwettl-Niederösterreich Rottenbach 16 48° 33′ 19″ N, 15° 5′ 44″ O                                                       | aus dem 18.(?) Jahrhundert. Schopfwalmdach, Gaupen. |      | 63933                                        |
| Zwettl, Schüttkasten der Propstei                                        | Zwettl Zwettl, bei Propstei 1 48° 35′ 58″ N, 15° 9′ 57″ O                                                                      | romanischer Saalbau aus dem frühen 12. Jahrhundert. Spitzbögen im Erdgeschoß aus 14. Jahrhundert. Umbau im 18./19. Jahrhundert, zweigeschoßig, Satteldach. |      | 111006                                       |
| Ratschenhof, Schüttkasten des Gutshofs                                   | Zwettl Ratschenhof 2 48° 35′ 6″ N, 15° 12′ 2″ O                                                                                | aus dem 15. Jahrhundert. Strebepfeiler. |      | nein                                         |
| Rosenau, Schüttkasten des Schlosses                                      | Zwettl Rosenau-Schloss 6 48° 36′ 5″ N, 15° 3′ 55″ O                                                                            | Im Inneren 1747 bezeichnet. 1973 völlig umgebaut. |      | 63926                                        |
| Zwettl, Getreidekasten des Stifts                                        | Zwettl Zwettl, bei Zwettl Stift 10 48° 37′ 3″ N, 15° 11′ 58″ O                                                                 | erbaut 1643, drei- bis viergeschoßig. |      | 35376                                        |